# Trastorn generalitzat del desenvolupament no especificat
Un trastorn generalitzat del desenvolupament no especificat (en anglès, pervasive developmental disorder not otherwise specified, PDD-NOS) és un dels quatre trastorns de l'espectre autista (TEA) i també un dels cinc trastorns classificats com un trastorn generalitzat del desenvolupament (PDD).
Segons el DSM-IV, el PDD-NOS és un diagnòstic que s'utilitza per «deteriorament greu i general en el desenvolupament d'una interacció social recíproca o habilitats de comunicació verbal i no verbal, o quan hi ha comportaments, interessos i activitats estereotipades, però no es compleixen criteris per a un PDD específic» o per a diversos altres trastorns.
El PDD-NOS es denomina sovint autisme atípic, perquè no es compleixen els criteris per al trastorn autista, per exemple a causa de l'edat tardana d'inici, la simptomatologia atípica o la simptomatologia per sota el llindar, o tot això. Tot i que PDD-NOS es considera més suau que l'autisme típic, això no sempre és cert. Si bé algunes característiques poden ser més lleus, altres poden ser més greus.

## Senyals i símptomes
És habitual que les persones amb PDD-NOS tinguin més habilitats socials intactes i un nivell de dèficit intel·lectual més baix que les persones amb altres PDD. Les característiques de moltes persones amb PDD-NOS són:
- Problemes de comunicació (per exemple, l'ús i la comprensió del llenguatge).
- Dificultat amb el comportament social.
- Dificultat amb els canvis de rutines o entorns.
- Desenvolupament desigual d'habilitats (punts forts en algunes àrees i retards en altres).
- Jocs insòlits amb joguines i altres objectes.
- Moviments repetitius del cos o patrons de comportament.
- Preocupació amb la fantasia, com amics imaginaris en la infància.

## Diagnòstic
El PDD-NOS és una antiga categoria de diagnòstic. Ja no s'inclou com a opció per a un trastorn de l'espectre autista (TEA) i no forma part del DSM-5, sinó que s'inclou al CIM-10.
El diagnòstic del PDD-NOS es dona a persones amb dificultats en les àrees d'interacció social, comunicació i / o patrons o interessos de comportament estereotipats, però que no compleixen els criteris complets d'autisme que figuren al DSM-IV o d'un altre PDD. Això no significa necessàriament que el PDD-NOS sigui una discapacitat més lleu que els altres PDD. Només vol dir que les persones que reben aquest diagnòstic no compleixen els criteris de diagnòstic dels altres PDD, però que existeix un trastorn del desenvolupament generalitzat que afecta l'individu en les àrees de comunicació, socialització i comportament.
Com els altres trastorns del desenvolupament persuasius, el diagnòstic del PDD-NOS requereix la participació d'un equip d'especialistes. La persona s'ha de sotmetre a una avaluació diagnòstica completa, incloent-hi una història mèdica, social, adaptativa, motora i de la comunicació. Altres parts d'una avaluació poden ser escales de qualificació del comportament, observacions conductuals directes, avaluació psicològica, avaluació educativa, avaluació de la comunicació i avaluació ocupacional.
La descripció del PDD-NOS simplement com una categoria «subliminal» sense una definició de cas més específica planteja problemes metodològics per a la recerca en relació amb el grup relativament heterogeni de persones que reben aquest diagnòstic. Tanmateix, sembla que els nens amb PDD-NOS mostren menys dèficits intel·lectuals que els nens autistes i que poden arribar a una atenció professional més endavant.

### Subgrups
Els estudis suggereixen que les persones amb PDD-NOS pertanyen a un dels següents tres subgrups:
- Un grup d'alt funcionament (al voltant del 25%), els símptomes dels quals se superposen en gran manera amb els de la síndrome d'Asperger (SA), però que difereixen en termes de retard en el desenvolupament del llenguatge i / o insuficiència cognitiva lleu.[9] (Els criteris per a la síndrome d'Asperger exclouen un retard o un deteriorament cognitiu).[10]
- Un grup (al voltant del 25%), els símptomes dels quals són més semblants als del trastorn de l'espectre autista (TEA), però que no compleixen plenament tots els seus signes i símptomes de diagnòstic.[9]
- El grup més gran (al voltant del 50%) format per aquells que compleixen tots els criteris de diagnòstic del trastorn de l'espectre autista, però que els comportaments estereotipats i repetitius són sensiblement lleus.[9]

## Tractament
No hi ha cap «cura» coneguda per PDD-NOS, però hi ha intervencions que poden tenir una influència positiva. L'aplicació primerenca i intensiva de pràctiques i intervencions basades en l'evidència generalment es creu que milloren els resultats. La majoria d'aquestes són estratègies individualitzades d'educació especial en lloc de tractament mèdic o farmacèutic; els millors resultats s'aconsegueixen quan s'utilitza un enfocament d'equip entre els individus.
Algunes de les teràpies i serveis més freqüents inclouen:
- Suports visuals i ambientals, esquemes visuals.
- Anàlisi aplicat del comportament (incloent entrenament de prova discreta, tractament de resposta bàsica i suport de comportament positiu).
- Històries socials i converses de còmic.
- Fisioteràpia i teràpia ocupacional.[2]